# Acquiring the Taste
Acquiring the Taste – drugi album studyjny grupy Gentle Giant z 1971 roku. Ostatni album, na którym zagrał perkusista Martin Smith.

## Lista utworów
Źródło. 
Wszystkie utwory skomponowali Shulman, Shulman, Shulman, Minnear.
Strona A
| 1. | „Pantagruel's Nativity”           | 6:50  |
|    |                                   |       |
| 2. | „Edge of Twilight”                | 3:47  |
|    |                                   |       |
| 3. | „The House, The Street, The Room” | 6:01  |
|    |                                   |       |
| 4. | „Acquiring the Taste”             | 1:36  |
|    |                                   |       |
|    |                                   | 18:14 |
|    |                                   |       |
Strona B
| 1. | „Wreck”            | 4:36  |
|    |                    |       |
| 2. | „The Moon Is Down” | 4:45  |
|    |                    |       |
| 3. | „Black Cat”        | 3:51  |
|    |                    |       |
| 4. | „Plain Truth”      | 7:36  |
|    |                    |       |
|    |                    | 20:48 |
|    |                    |       |

## Twórcy
Źródło.
- Gary Green – gitara 6-strunowa, gitara 12-strunowa, gitara 12-strunowa wah-wah, donkey's jawbone, cat calls, głos
- Kerry Minnear – pianino elektryczne, organy, melotron, wibrafon, moog, pianino, czelesta, klawikord, klawesyn, kotły, ksylofon, marakasy, śpiew
- Derek Shulman – saksofon altowy, klawikord, krowi dzwonek, śpiew
- Phil Shulman – saksofony altowe i tenorowe, klarnet, trąbka, pianino, klawesy, marakasy, śpiew
- Ray Shulman – gitara basowa, skrzypce, altówka, skrzypce elektryczne, gitara hiszpańska, tamburyn, gitara 12-strunowa, efekty basowe, skulls, śpiew
- Martin Smith – perkusja, tamburyn, gongi, bęben mały

Dodatkowi muzycy
- Paul Cosh – trąbka, organy
- Tony Visconti – flet prosty, bęben, trójkąt
- Chris Thomas – syntezator Mooga